# Gare de Nakanoshima (Osaka)
La gare de Nakanoshima (中之島駅, Nakanoshima-eki) est une gare ferroviaire de la ville d'Osaka au Japon. Elle est située sur Nakano-shima dans l'arrondissement de Kita. La gare est gérée par la compagnie Keihan.

## Situation ferroviaire

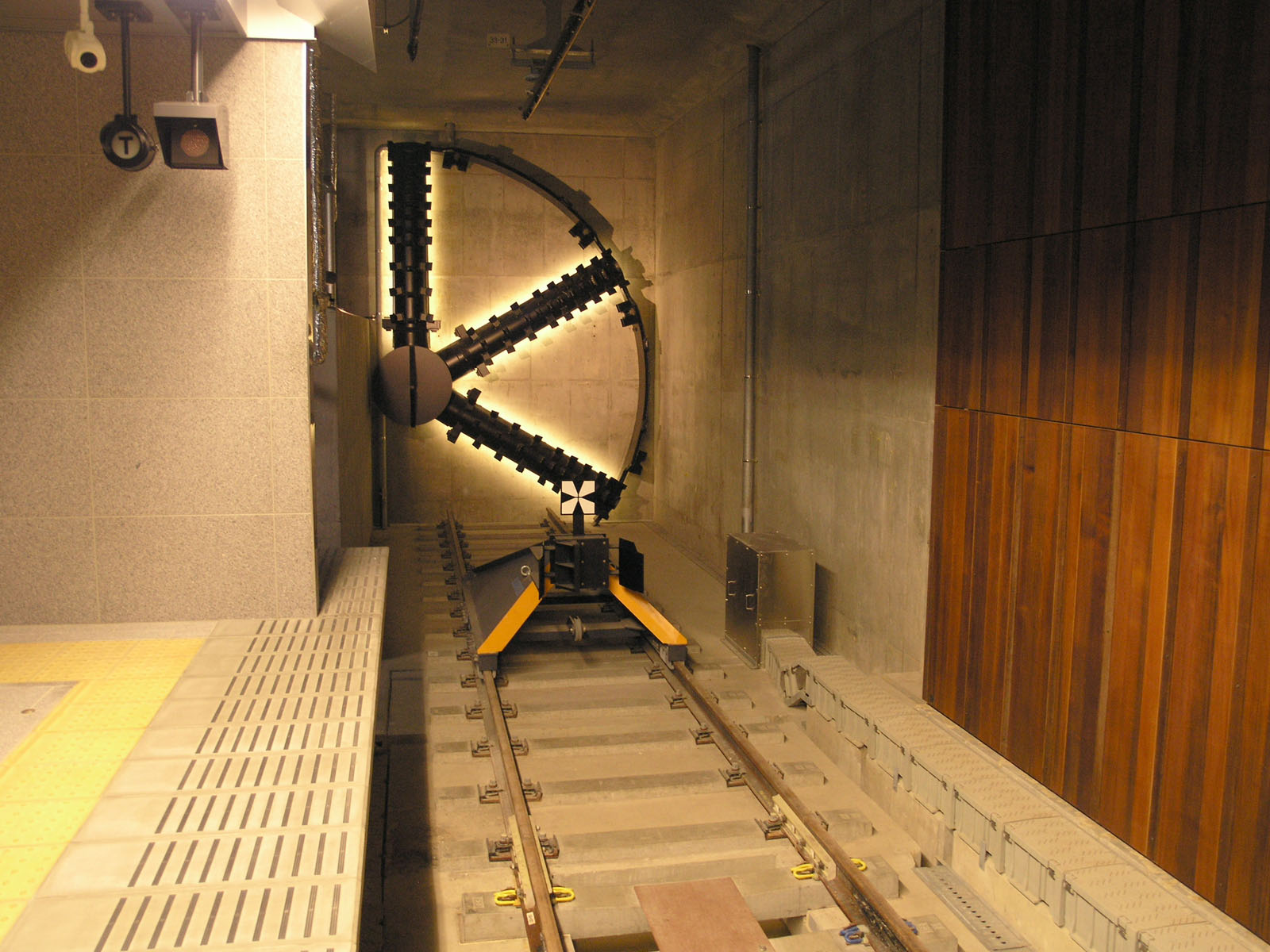
La gare de Nakanoshima est le terminus de la ligne

Gare terminus, elle est située au début de la ligne Keihan Nakanoshima.

## Histoire
La gare est inaugurée le 19 octobre 2008 en même temps que la ligne Nakanoshima.

## Service des voyageurs

### Accès et accueil
Gare souterraine, elle dispose d'une salle d'échange avec guichet.

### Desserte
- Ligne Keihan Nakanoshima :

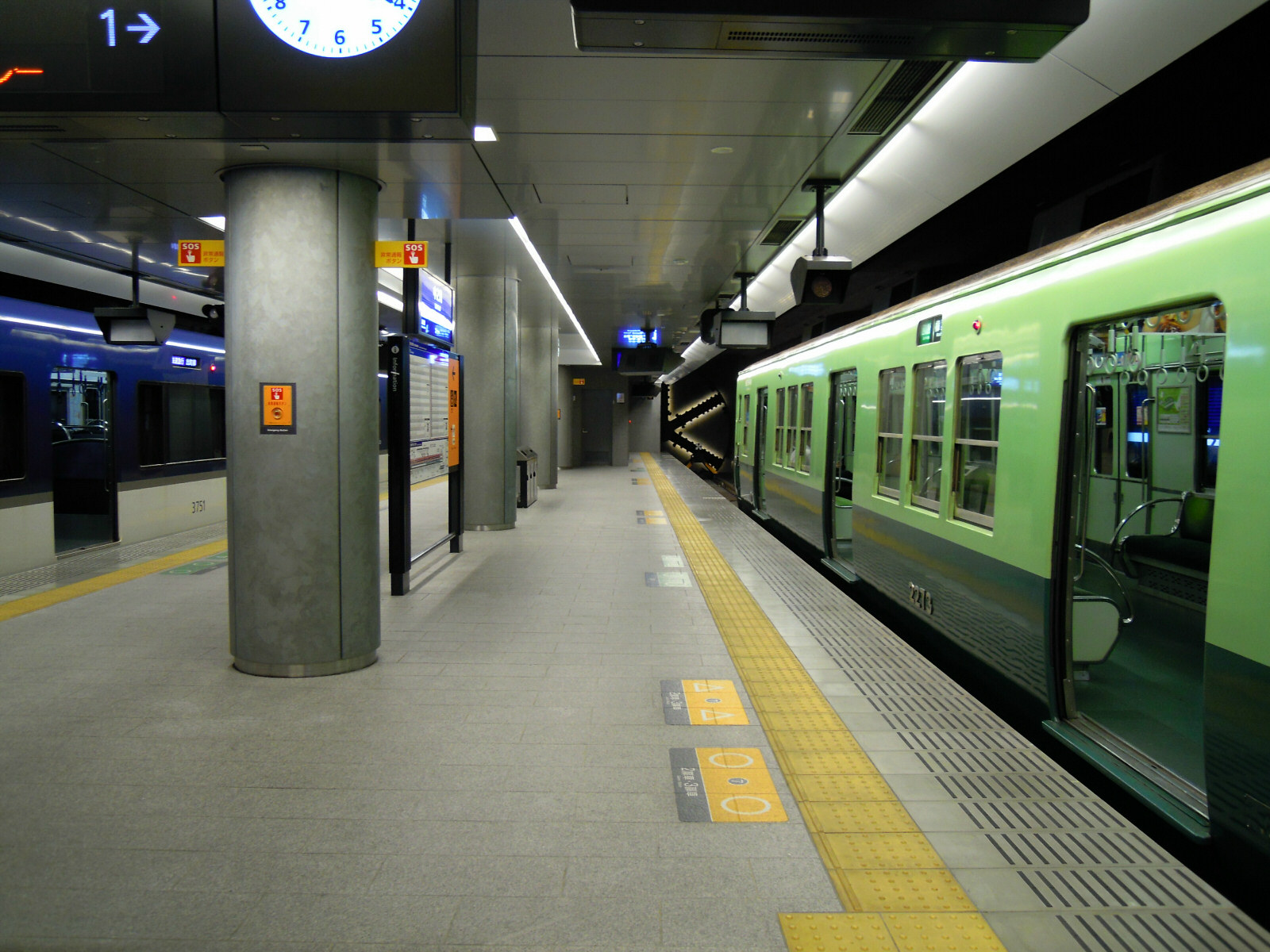
Trains au départ de la gare

  - voies 1 à 3 : direction Temmabashi (interconnexion avec la ligne principale Keihan pour Hirakatashi et Sanjō)

## Dans les environs
- Musée national d'art
- Musée des sciences d'Osaka
- Rivière Kyū-Yodo